# Zvonimir Milanović
Zvonimir Milanović (ur. 29 stycznia 1960 w Prnjavorze, zm. 21 czerwca 2019 w Puli) – chorwacki profesor, poeta, humanista, filolog.

## Życiorys
Studia rozpoczął w 1980 roku na Wydziale Filologicznym Uniwersytetu w Zagrzebiu i kontynuował je na Uniwersytecie Jagiellońskim w Krakowie, gdzie studiował filologię klasyczną. Pracę magisterską obronił w 1989 roku na Uniwersytecie Warszawskim. W 2013 roku rozprawę doktorską pt. Humanizm polski a humanizm chorwacki w dobie wczesnonowożytnej. Idee, związki, paralele (hrv. Poljski i hrvatski humanizam u ranonovovjekovnoj dobi. Ideje, veze, paralele) obronił na Uniwersytecie Jagiellońskim w Krakowie.
W 2017 roku został kierownikiem Katedry Filologii Klasycznej na Wydziale Filologicznym Uniwersytetu Jurja Dobrile w Puli.
Jego ostatnim projektem była międzynarodowa konferencja naukowa Mare Internum Culture: Humanistic Ideas, Relationships and Parallels in the Early Modern Age / Kultura Mare Internum: Humanističke ideje, veze i paralele u ranome novom vijeku, która miała miejsce jesienią 2018 roku na Wydziale Filologicznym Uniwersytetu w Puli.

## Dydaktyka
Do 2000 roku zatrudniony był jako nauczyciel języków klasycznych w gimnazjum w Puli.

## Nauka
Promował wartości pochodzące z kultury starożytnej. Opublikował wiele książek z przekładami z języka łacińskiego, greckiego, polskiego oraz hiszpańskiego. Brał udział w konferencjach naukowych w kraju i za granicą. Jest autorem podręcznika do nauki języka łacińskiego Hereditas linguae Latinae. W jego pracach naukowych zauważalna jest miłość do Polski, Chorwacji, poezji i humanizmu. Był uczestnikiem dwóch międzynarodowych stypendiów w 2013 roku: „Fund of Queen Jadwiga” oraz „Thesaurus Poloniae – International Cultural Centre in Cracow”. Odbył także staż naukowy na Uniwersytecie Jagiellońskim w Krakowie.

## Tłumaczenia
Tłumaczył dzieła Erazma z Rotterdamu, Cycerona, Seneki i Marka Aureliusza, ze szczególnym uwzględnieniem twórczości reprezentującej chrześcijański humanizm Marka Marulicia.

## Członkostwo
Jako filolog klasyczny był członkiem Chorwackiego Towarzystwa Filologów Klasycznych (HDKF). Był stałym uczestnikiem spotkań Euroclassica Academia Ragusina w Dubrowniku.

## Wybrane publikacje
- Z. Milanović: Erazmo Roterdamski, Pohvala ludosti. Zagreb: Cid-nova, 2009. ISBN 978-953-656-615-0.
- Z. Milanović: Hereditas linguae Latinae. Udžbenik latinskog jezika za gimnazije. Zagreb: VBZ, 2014. ISBN 978-953-201-269-9.
- Z. Milanović: Hereditas linguae Latinae. Radna bilježnica iz latinskog jezika za gimnazije. Zagreb: VBZ, 2014.
- Z. Milanović: Marko Tulije Ciceron, O dužnostima. Zagreb: Nova Akropola, 2007. ISBN 953-96431-9-8.

Artykuły i rozdziały w publikacjach
- Z. Milanović: Przestrzenie sakralne czasów wojny i pokoju w chorwackiej literaturze doby wczesnonowożytnej. W: Świat bliski i świat daleki w staropolskich przestrzeniach. Red. M. Jarczykowa, B. Mazurkowa. Katowice: Wydawnictwo Uniwersytetu Śląskiego, 2015, s. 67–88.
- Z. Milanović: Djelatnost Jakova Baničevića, Jana Dantyszeka i Frana Trankvila Andreisa s osvrtom na odnos prema Erazmu Rotterdamskom i političkim idejama u povijesnom kontekstu prvih triju dekada XVI. stoljeća, „Književna smotra” 2015, sv. 47, nr 175 (1), s. 115–126. ISSN 0455-0463, e-ISSN 2459-6329.
- Z. Milanović: Muza dalmatinska i sarmatska. Intelektualna i politička sinergija poljskih i hrvatskih humanista u XVI. stoljeću. W: Poljsko-hrvatske veze kroz stoljeća: povijest, kultura, književnost. Zbornik radova s međunarodnog znanstvenog skupa „Związki polsko-chorwackie na przestrzeni wieków: historia, kultura, literatura”. Red. M. Czerwiński, D. Agičić. Zagreb: Srednja Europa, 2018.